# Artjom Rudnev
Artjom Rudnev eller Artjoms Rudņevs (russisk: Артём Руднев, tr. Artjom Rudnev, udtales: [ɐrˈtʲɵm ˈrudnʲɪv]; født 13. januar 1988 i Daugavpils) er en Lettisk fodboldspiller med russisk baggrund, der spiller som central angriber. Rudnev spiller for Hannover 96, der har lejet ham fra Hamburger SV. Siden 2008 repræsenterer Artjom det lettiske fodboldlandshold med 1 mål i 31 kampe (stand for d. 14. maj 2015)
Efter sæson 2010/2011 valgte Artjoms at beholde hans russiske efternavn på trøjen, dvs. Rudnevs.